# 로런스 곤지

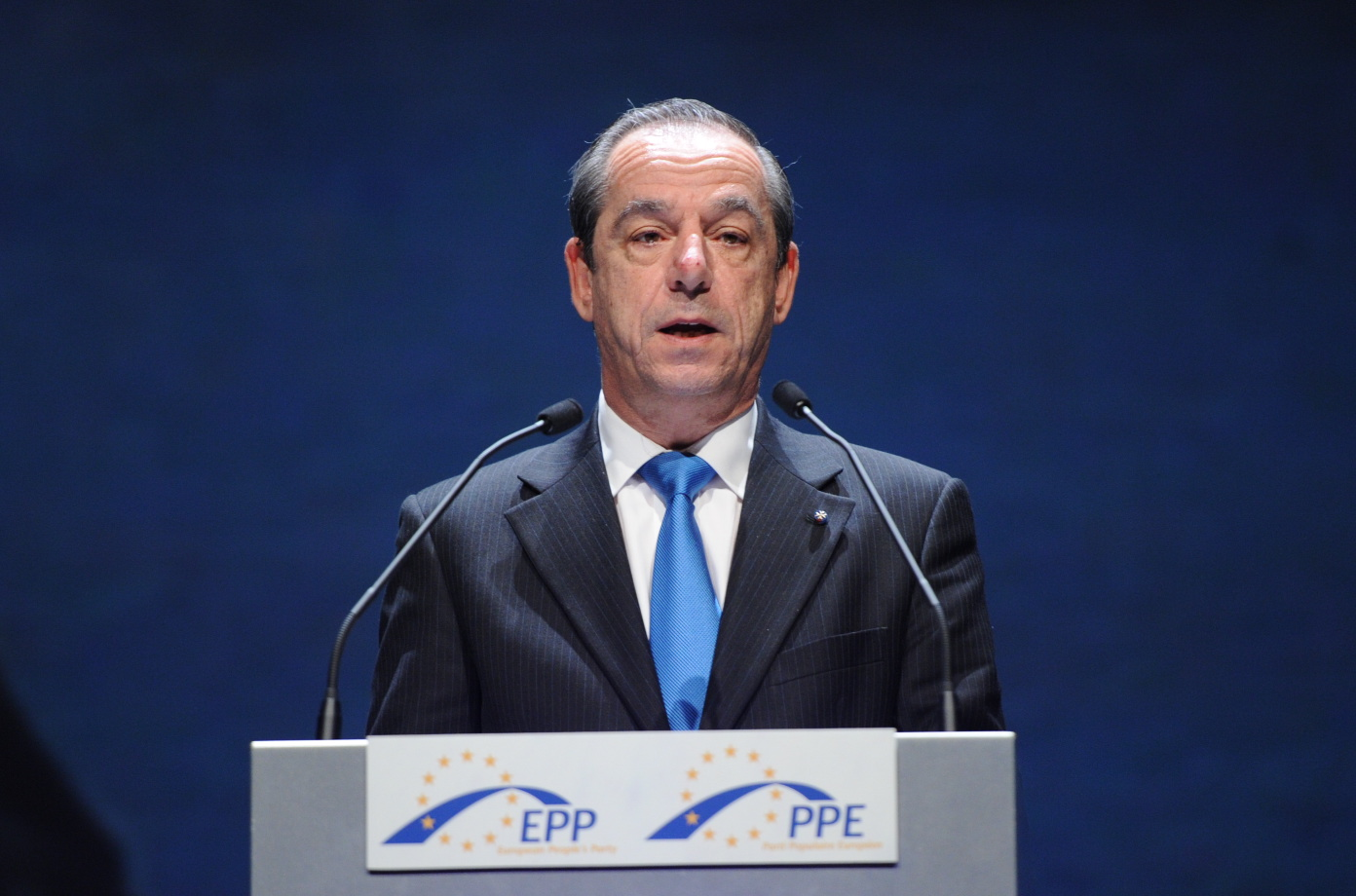
로런스 곤지

로런스 곤지(영어: Lawrence Gonzi, 1953년 7월 1일 발레타 ~ )는 몰타의 정치인이다. 소속 정당은 국민당이다.

## 생애
1975년 몰타 대학교 법학과를 졸업했다. 1988년부터 1996년까지 몰타 의회 의장을 역임했으며 1998년부터 1999년까지 국민당 총서기를, 2004년부터 2013년까지 국민당 대표를 역임했다.
1999년부터 2004년까지 몰타의 부총리를, 2004년부터 2008년까지 몰타 재무부 장관을 역임했고 2004년 3월 23일부터 2013년 3월 11일까지 몰타의 총리를 역임했다.

## 같이 보기
- 몰타의 총리